# Conocephalus iris
Conocephalus iris is een rechtvleugelig insect uit de familie sabelsprinkhanen (Tettigoniidae). De wetenschappelijke naam van deze soort is voor het eerst geldig gepubliceerd in 1838 door Serville.
1. ↑  (en) Conocephalus iris op de IUCN Red List of Threatened Species.